# El Progreso, Arcelia
El Progreso är en ort i Mexiko.   Den ligger i kommunen Arcelia och delstaten Guerrero, i den södra delen av landet, 190 km sydväst om huvudstaden Mexico City. El Progreso ligger 328 meter över havet och antalet invånare är 125.
Terrängen runt El Progreso är varierad. Runt El Progreso är det ganska glesbefolkat, med 34 invånare per kvadratkilometer. Närmaste större samhälle är San Miguel Totolapan, 13,5 km väster om El Progreso. I omgivningarna runt El Progreso växer huvudsakligen savannskog.